# Maison de Saint-Nectaire
Pour les articles homonymes, voir La Ferté (homonymie), Saint-Nectaire (homonymie) et Senneterre.
La Maison de Saint-Nectaire (ou Sennecterre, Senneterre, Sennectère) est une famille ducale de la noblesse française, originaire d'Auvergne. Elle s'est éteinte en ligne masculine au XVIIe siècle et ses nom et armes ont été relevés par la famille Thibault de La Carte au XVIIIe siècle.

## Histoire
La famille de Saint-Nectaire, alias de Sennecterre, est originaire d'Auvergne,,. Le sire de St-Nectaire porte le titre de comptour. En 1231, Louis, seigneur de Saint-Nectaire fut connétable d'Auvergne, et, en 1296, Bertrand Ier, son fils, seigneur de Saint-Nectaire, fut l'exécuteur testamentaire de Robert, dauphin d'Auvergne.[réf. nécessaire]
En novembre 1665, Henri de La Ferté-Senneterre (1599-1681), maréchal de France, est élevé à la dignité de duc et pair de La Ferté par Louis XIV en novembre 1665.
Les nom et armes de La Ferté-Sénectère furent relevés par Louis-Philippe Thibault de La Carte, marquis de La Ferté-Sénectère (1699–1780), fils de Françoise-Charlotte de Saint-Nectaire, fille du dernier duc de La Ferté-Senneterre. En sont notamment issus Henri-François Thibault de la Carte de la Ferté-Sénectère (1759-1819) et Georges Thibault de La Carte de La Ferté-Sénectère (1913-1992).

## Personnalités
- Louis de Saint-Nectaire, connétable d'Auvergne en 1231 et 1234 ;
- Héracle/Eracle de Saint-Nectaire, fils cadet de Bertrand II, frère puîné de Casto II (ou IV) et oncle de Bertrand III ; député de la Noblesse d'Auvergne auprès du régent de France le dauphin Charles (dauphin de 1359 à 1364, régent de 1356 à 1360, roi de 1364 à 1380) ; Époux de Catherine de Lavieu-Roche, leur postérité prend le nom de Lavieu et assume la seigneurie de Roche-la-Molière.
- Jacques de Saint-Nectaire (1461-1518), fils cadet d'Antoine Ier de St-Nectaire et d'Antoinette de Montmorin-St-Hérem ; abbé de La Chaise-Dieu
  - (son père Antoine Ier était fils d'Armand et petit-fils de Bertrand III de St-Nectaire (XIVe siècle) ; Bertrand III avait pour trisaïeul Bertrand Ier (XIIIe siècle) : il était le fils de Casto II (ou IV), le petit-fils de Bertrand II (fl. dans le 1er tiers du XIVe siècle), et l'arrière-petit-fils de Casto Ier (ou III), lui-même fils de Bertrand Ier ; Bertrand Ier semble le fils de Louis ci-dessus (fl. dans le 1er tiers du XIIIe siècle ; filiation hypothétique : Louis serait lui-même fils de Casto II, petit-fils d'Etienne et arrière-petit-fils de Casto Ier (fl. v. 1100) ?)  ;
- Nectaire de Saint-Nectaire, son neveu, fils d'Antoine II (député de la noblesse d'Auvergne aux Etats de 1510) et Marie de Tourzel d'Alègre, et petit-fils d'Antoine Ier ; seigneur de La Ferté-St-Nabert par son mariage en 1522 avec Marguerite d'Estampes, fille de Jean et de Magdelaine de Husson-Tonnerre (fille du comte de Tonnerre Charles de Husson et d'Antoinette de La Trémoïlle). Nectaire de Saint-Nectaire écuyer d'écurie d'Henri II en 1538, gentilhomme de sa chambre, lieutenant général et gouverneur pour le roi dans le haut et le bas pays d'Auvergne, Bourbonnais, haute et basse Marche et bailli de Saint-Pierre-le-Moustier en l'absence du maréchal de Saint-André. Marguerite et Nectaire ont eu six filles et trois fils : François, seigneur de Saint-Nectaire ; Antoine, abbé de Saint-Géraud d'Aurillac et de Saint-Théoffred, puis évêque du Puy en 1561 ; Jacques, baron de Grolière, Brinon-sur-Sauldre, Sancergues, Chaulmasson et des Roches.

Un frère cadet de Nectaire, Jean de St-Nectaire, fonde la branche de Clavelier et Fontenille(s) (Fontenille(s) ou Fontenille : les La Gardette, ancêtres maternels de cette branche des St-Nectaire, ont eu les deux ; il existe aussi un Fontenille à Creste, tout près de St-Nectaire, St-Diéry et Verrières) ; Un autre frère, Charles, est abbé d'Aurillac et de Saint-Chaffre ; 
- François de Saint-Nectaire (1500-1567), fils cadet de Jean de St-Nectaire-Clavelier ; évêque de Sarlat (1546-1567) ;
- Antoine de Saint-Nectaire (?-1584), son frère, évêque de Clermont (1567-1584) ;
- François de Saint-Nectaire (1523-1587), leur cousin germain, fils aîné de Nectaire, conseiller d'État, chevalier des ordres du roi ;
- Antoine de Senneterre (?-1592), son frère, fils cadet de Nectaire, évêque du Puy de 1561 à 1592 ;
- Jean de Senecterre, abbé commendataire de Saint-Jean-des-Prés (1561), succédant au précédent ;
- Jacques Ier de Saint-Nectaire, leur frère, souche des sires de (La) Gro(s)lière (à Roche-d'Agoux, Charensat et Saint-Maigner), St-Victour et Brinon (Brinon ; aussi en Guadeloupe au XVIIIe siècle[6])
- Madeleine de Saint Nectaire (1526-1575), leur sœur, dame de Miremont par son mariage avec Guy de St-Exupéry, femme de guerre[7] surnommé l'Amazone de son siècle ou la fière Amazone, belle-mère de Henri de Bourbon-Lavedan (1544-1611)
- Jehanne de Laval-Loué (1549-1586), femme de François de Saint-Nectaire (1523-1587) et maîtresse du roi Henri III de France ;
- Magdeleine de Saint-Nectaire (1565-1646), fille de François et Jeanne de Laval-Loué, fille d'honneur de Catherine de Médicis, dame d'honneur de la comtesse de Soissons ;
- Henri Ier de Saint-Nectaire (1573-1662), fils de François et Jeanne de Laval-Loué ; époux de Marguerite, fille du maréchal Claude de La Châtre, maréchal de camp, ambassadeur à Londres et à Rome, ministre d'État, chevalier des ordres du roi ;
- Henri II de La Ferté-Senneterre (1599-1681), son fils, maréchal de France, gouverneur de Lorraine, Ier duc de La Ferté (1665), pair de France, chevalier de l'ordre du Saint-Esprit. Son frère cadet Charles de Saint-Nectaire fonde la branche des marquis de Châteauneuf en Auvergne (Cette seigneurie n'est jamais précisée dans la documentation en ligne ; or il existe Châteauneuf à St-Nectaire, et ledit Charles est dit seigneur de Saint-Nectaire[8]), aussi vicomtes de L'Estrange et de Cheylane, barons de Boulogne et de Privas, par son mariage avec Marie de Hautefort-L'Estrange ;
- Jean-Charles de Saint-Nectaire-Brinon (1609-1696), fils cadet de Jacques II et petit-fils de Jacques Ier de La Grolière, Saint-Victour et Brinon, lieutenant du roi à Nancy, maréchal de camp ;
- Madeleine d'Angennes (1629-1714), dame de La Loupe, femme d'Henri II, maréchale de La Ferté-Senneterre et maîtresse de Charles-Paris d'Orléans, duc de Longueville, dont elle eut un enfant[9] ;
- Marie Isabelle Angélique de la Mothe-Houdancourt (1654-1726), duchesse de La Ferté-Senneterre par son mariage avec Henri-François, gouvernante des enfants royaux ;
- Henri-François de Saint-Nectaire (1657-1703), fils du maréchal Henri II et de Madeleine d'Angennes, lieutenant-général, pair de France ;
- Louis de la Ferté-Senecterre (1659-1732), frère cadet du précédent, prêtre jésuite ;
- Françoise Charlotte de Saint-Nectaire (1679-1745), fille d'Henri-François et de Marie-Angélique de La Mothe-Houdancourt, femme du marquis François-Gabriel Thibault de La Carte (d'où Louis-Philippe Thibault de La Carte, 1699–1780, qui continue les marquis de La Ferté-Sénectère), claveciniste et compositrice ;
- Henri de Saint-Nectaire (en) (1667-1746), lieutenant-général des armées du roi, ambassadeur de France en Grande-Bretagne, chevalier des Ordres du Roi ;
- Jean-Charles de Saint-Nectaire-Brinon (1685-1771), fils de François et petit-fils de Charles (lui-même fils de Jacques II et petit-fils de Jacques Ier de St-Nectaire de La Grolière, St-Victour et Brinon), colonel du régiment de Brinon cavalerie-étrangère, Maréchal de France, ambassadeur à Turin, chevalier de l'ordre du Saint-Esprit ;

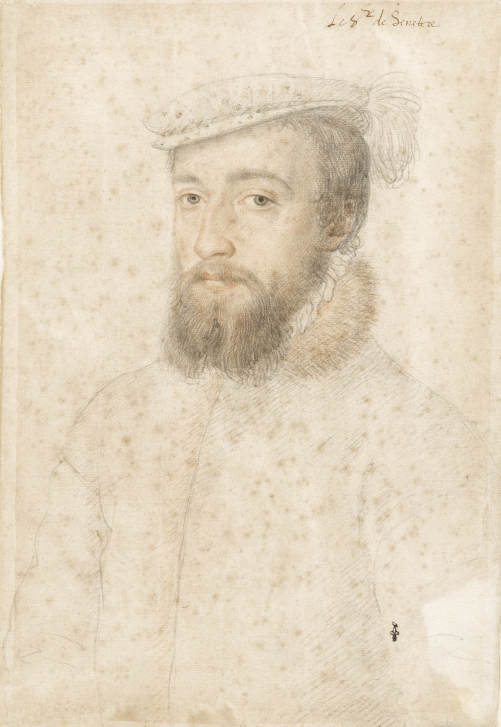
François de Saint-Nectaire.
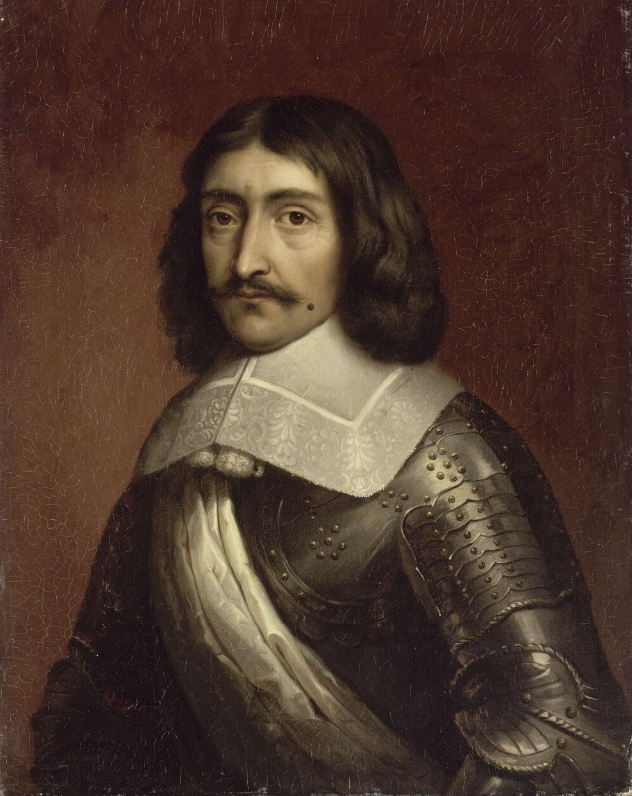
Le maréchal-duc Henri de La Ferté-Senneterre.
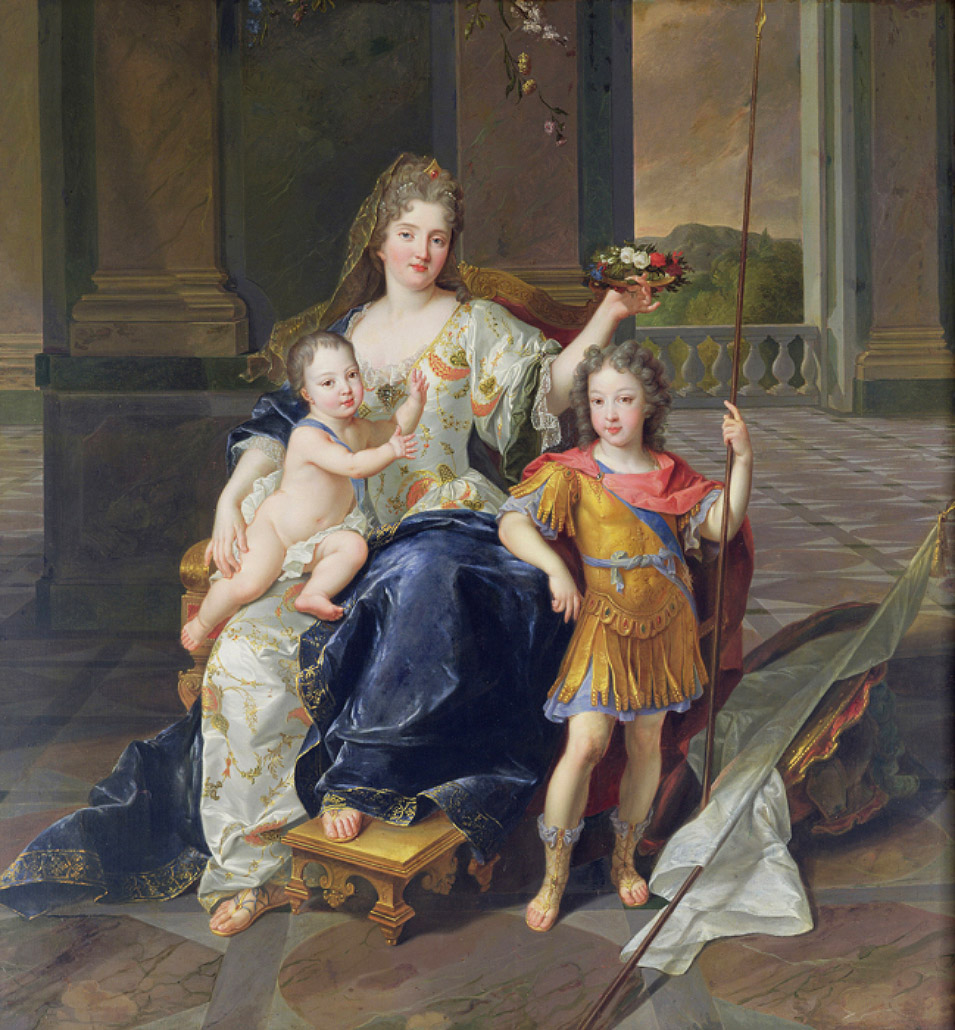
La duchesse de La Ferté-Senneterre avec le futur Louis XV et le duc de Bretagne.
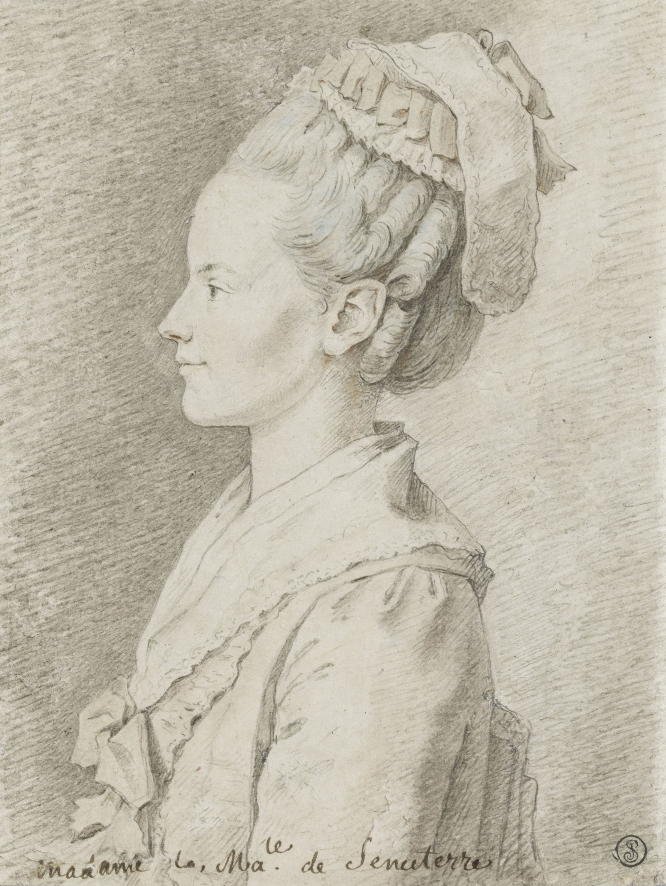
Madame la maréchale Séneterre.

## Généalogie
Filiation reposant sur les sources indexées plus haut, notamment le Père Anselme et ses continuateurs.

### Châteaux & hôtels
- Château de La Ferté-Saint-Aubin
- Hôtel de Sénecterre
- Château de Marcilly-sur-Maulne
- Château du Monastier-sur-Gazeille
- Château de Montpoupon
- Château de Veyrières
- Château de Pisany
- Château de La Loupe

## Titres
- Duc de La Ferté
- Marquis de Saint-Nectaire
- Marquis de Châteauneuf
- Marquis de Brinon
- Marquis de Saint-Victour
- Comte de Lestrange
- Comte de Privas
- Comte de (La) Grolière
- Vicomte de Chaylane
- Baron de Didonne
- Baron d'Arvert
- Baron de Bourlatier
- Baron de Sancergues
- Baron de Chau(l)masson
- Seigneur de Pisany
- Seigneur de La Loupe
- Seigneur de Mennetou
- Seigneur de Clavelier
- Seigneur de Fontenilles
- Seigneur de (La) Verrière (à Sansac-de-Marmiesse ?)
- Seigneur de Boulogne

## Armoiries
| Figure | Blasonnement                                      |
|        | D'azur, à cinq fusées d'argent, rangées en fasce. |

## Alliances
Elle est entre autres alliée aux Dauphins d'Auvergne, Polignac, d'Alègre, Lastic, Chalencon, d'Albon, d'Adhémar, de Foudras, La Tour d'Auvergne, d'Estampes, de Morlhon, Laval, La Châtre, Béthune, Grolée, Crussol d'Uzès, d'Angennes, La Mothe-Houdancourt, Lévis-Mirepoix, Thibault de La Carte (XVIIIe siècle).

### Fonds d'archives
- De la correspondance et des papiers de la famille de Saint-Nectaire sont conservés aux Archives nationales sous la cote 498AP (Archives nationales).